# Juntos pelo Povo
Juntos pelo Povo (JPP, deutsch etwa: „Zusammen/Gemeinsam durch das Volk“) ist eine sozialliberale Regionalpartei auf der portugiesischen Insel Madeira. Sie ist eine der aktuell 25 zugelassenen portugiesischen Parteien. (Stand: Juli 2019)

## Geschichte
Im April 2009 formierte sie sich im Kreis Santa Cruz zunächst als Bürgerliste. Sie trat erstmals bei den Kommunalwahlen 2013 an. Nachdem sie auf Anhieb u. a. die Mehrheit in der Gemeinde Gaula gewann, beschloss sie sich formell als Partei zu gründen, da die portugiesische Verfassung nur offiziell eingetragene Parteien an Wahlen über Kommunalwahlen hinaus zulässt. Mit 10.000 Unterschriften überschritt die JPP die nötigen 7.500 Unterschriften und wurde schließlich am 27. Januar 2015 vom portugiesischen Verfassungsgericht als Partei anerkannt. Sie erlangte damit die Aufmerksamkeit der Medien, die mit dem Aufkommen der JPP eine Änderung der politischen Landschaft der Autonomen Region Madeira erwarten.
Als offizielle Partei trat sie erstmals bei den Regionalwahlen in Madeira 2015 an und errang dabei 10,34 % der Stimmen und damit fünf Sitze im Regionalparlament von Madeira. Die Gewinne stammen vor allem von ehemaligen Wählern der sozialdemokratischen PS. Bei den Regionalwahlen auf Madeira am 22. September 2019 konnte die Partei 5,47 % der Stimmen bzw.7.830 Stimmen erreichen. Unter Führung ihres Generalsekretärs Élvio Duarte Martins Sousa konnte die JPP erneut 3 Abgeordnete ins Regionalparlament von Madeira entsenden. Alle drei Abgeordnete gehörten bereits in der vorausgegangenen Legislaturperiode für die JPP dem Parlament an.

## Wahlergebnisse

### Assembleia da República
| Jahr | Wahl                | Anzahl Stimmen | % Stimmen | Anzahl Sitze | +/- |
| ---- | ------------------- | -------------- | --------- | ------------ | --- |
| 2015 | Parlamentswahl 2015 | 14.285         | 0,26      | 0/230        |     |
| 2019 | Parlamentswahl 2019 | 10.552         | 0,20      | 0/230        | ▬   |
| 2022 | Parlamentswahl 2022 | 10.935         | 0,19      | 0/230        | ▬   |
| 2024 | Parlamentswahl 2024 | 19.133         | 0,30      | 0/230        | ▬   |
| 2025 | Parlamentswahl 2025 | 20.911         | 0,33      | 1/230        | ▲1  |